# Cantone di Quettreville-sur-Sienne
Il Cantone di Quettreville-sur-Sienne è una divisione amministrativa dell'Arrondissement di Coutances.
È stato costituito a seguito della riforma approvata con decreto del 25 febbraio 2014, che ha avuto attuazione dopo le elezioni dipartimentali del 2015.

## Composizione
Comprende i seguenti 33 comuni:
- Annoville
- La Baleine
- Belval
- Cametours
- Cerisy-la-Salle
- Contrières
- Gavray
- Grimesnil
- Guéhébert
- Hambye
- Hauteville-sur-Mer
- Hérenguerville
- Hyenville
- Lengronne
- Lingreville
- Le Mesnil-Amand
- Le Mesnil-Garnier
- Le Mesnil-Rogues
- Le Mesnil-Villeman
- Montaigu-les-Bois
- Montmartin-sur-Mer
- Montpinchon
- Notre-Dame-de-Cenilly
- Ouville
- Quettreville-sur-Sienne
- Roncey
- Saint-Denis-le-Gast
- Saint-Denis-le-Vêtu
- Saint-Martin-de-Cenilly
- Savigny
- Sourdeval-les-Bois
- Trelly
- Ver